# Animatronic (Album)
Animatronic ist das dritte Studioalbum der norwegischen Metal-Band The Kovenant. Es erschien im Jahr 1999 bei Nuclear Blast.

## Entstehung und Veröffentlichung
Nach Nexus Polaris musste die Band aus rechtlichen Gründen von Covenant in The Kovenant umbenannt werden, außerdem verließen Sarah Jezebel Deva, Astennu und Sverd die Band. Nagash, nun mit dem neuen Pseudonym Lex Icon, verließ Dimmu Borgir, um sich auf The Kovenant konzentrieren zu können. Die Aufnahmen zu einem neuen Album, Arbeitstitel Prophecies of Fire, dauerten drei Monate. Neben Eigenkompositionen wurde ein Babylon-Zoo-Cover eingespielt. Eileen Küpper war als Sängerin beteiligt, Siggi Bemm fungierte als Produzent des Albums, das schließlich unter dem Titel Animatronic veröffentlicht wurde.

## Titelliste
1. Mirrors Paradise – 5:01
2. New World Order – 4:31
3. Mannequin – 5:01
4. Sindrom – 5:31
5. Jihad – 5:59
6. The Human Abstract – 4:55
7. Prophecies of Fire – 4:38
8. In the Name of the Future – 4:56
9. Spaceman – 5:23 (Babylon-Zoo-Cover)
10. The Birth of Tragedy – 5:16

## Stil
Mit der Namensänderung und den Besetzungswechseln ging eine starke stilistische Entwicklung einher, denn Animatronic lässt die Black-Metal-Wurzeln der Band noch weiter hinter sich als Nexus Polaris. Der Wechsel zwischen eigenwilligem Krächzen und opernhaftem Gesang, gelegentlich auch zwischen melodischen Gitarren und Keyboards wird zwar beibehalten, doch „[m]usikalisch bewegen sich […] KOVENANT zwischen Sisters Of Mercy, Tiamat, Marilyn Manson, Die Krupps und Dimmu Borgir und werfen einen tollen Crossover aus Goth, Industrial und Metal in die Waagschale.“

## Rezeption
Das Album erhielt überwiegend positive Kritiken. Carsten Kleine vom Rock Hard kritisiert zwar „die alberne und platte Coverversion des Babylon Zoo-Hits“, lobt jedoch den neuen Stil der Band und findet „THE KOVENANT haben wirklich etwas zu sagen und können klasse Songs schreiben.“ Tak von vampster urteilt: „Würde Captain Future Metal machen, so würde es sich wohl anhören! Ziggy Stardust in Hell sozusagen! […] Hier wächst zusammen, was scheinbar nicht zusammen gehört.“ Auf metal.de wird Animatronic als „[d]urchgeknallt aber dennoch durchdacht“ bezeichnet und als „das beste, was die Band bis jetzt abgeliefert hat“. Wie schon Nexus Polaris wurde auch dieses Album mit dem Spellemannprisen ausgezeichnet.